# Дух соревнования
«Дух соревнования» (англ. The Spirit of Competition) — пятый эпизод первого сезона американского мультсериала «Легенда о Корре».

## Сюжет
После тренировки «Огненных хорьков» Мако идёт проводить время со своей девушкой Асами. Болин хочет побыть с Коррой, но она отправляется в храм. Вечером Болин разговаривает с Мако о своих чувствах к Аватару, но старший брат отвечает, что встречаться с девушкой из своей команды — не лучшая идея, особенно в преддверии чемпионата. Корра разговаривает с дочерями Тензина о безответной любви к Мако, и Пема, жена Тензина, услышавшая их беседу, даёт Аватару совет быть смелее, как она когда-то решилась признаться мужу в любви, несмотря на то, что у него была девушка. После победы в первой игре чемпионата Корра признаётся Мако, что он ей нравится, но он извиняется, не отвечая взаимностью. Приходит Асами, и он обнимается со своей девушкой, а Болин делает Корре комплименты и предлагает вместе провести время; она соглашается, что настораживает Мако. Они едят в харчевне и встречают там Тано, лидера трёхкратных чемпионов турнира. Он задирает Корру, но Аватар не встревает с ним в стычку, а зовёт свою белую медведесобаку, пугая спортсмена. Затем Корра и Болин любуются на город с высокой башни.
После Мако говорит с Коррой о её поведении, опасаясь за чувства брата, но Аватар полагает, что Мако ревнует. Они ругаются и идут на игру. Из-за ссоры они не могут играть нормально и проигрывают первый раунд, но Болин вытаскивает второй раунд, сравнивая счёт. Третий раунд не в пользу «Огненных хорьков», и решающим станет дуэль. Болин, понимая, что его брат думает сегодня не об игре, вызывается на решающий раунд сам и приносит команде победу. После матча Мако разговаривает с Коррой. Он говорит, что иногда она его очень бесит, но признаётся, что девушка нравится ему. Однако и к Асами он испытывает чувства, запутавшись в себе. Корра не даёт ему договорить и целует его. Их видит Болин, пришедший с цветами для Корры. Он плачет и убегает. Мако снова ругается с Коррой и идёт за братом, который убивает горе в харчевне. На следующий день команда не разговаривает друг с другом в раздевалке перед полуфиналом. Они выходят на ринг и проигрывают первый раунд. В ходе второго раунда Мако по ошибке попадает в Болина, из-за чего тот падает с арены. Корра ведёт себя грубо и получает жёлтый веер. Команда разговаривает и решает собраться с силами. В последнем раунде Болин получает травму плеча, когда в него попадает противник. Мако сбрасывают с ринга, а затем и раненого Болина. Выбравшись из воды, они поднимаются на лифте и мирятся. Братья видят, что Корра не сдаётся и выигрывает матч. После игры они отпускают обиды, а на ринг идут прошлые чемпионы — «Летучие волки», которые по пути снова задирают «Огненных хорьков». Корра благодарит Асами, чей отец проспонсировал их команду, и просит прощения у Болина за то, что причинила боль, также исцеляя его рану. Затем они слышат, что матч быстро окончился, и понимают, что столкнутся в финале с опасными соперниками, которые ранее выигрывали чемпионат несколько раз.

## Отзывы

Динамика оценок IGN к эпизодам 1 сезона мультсериала

Макс Николсон из IGN поставил эпизоду оценку 7,5 из 10 и написал, что «„Дух соревнования“ вернул „Легенду о Корре“ на более юмористический склон». Рецензент отметил, что «в последних нескольких эпизодах между Коррой, Мако и Болином возник любовный треугольник», и «судя по началу эпизода, Мако и его новая подруга Асами, похоже, действительно встречаются, что ещё больше усиливает напряжение». Критик продолжил, что «мы получили твёрдое подтверждение того, кому кто нравится», и посчитал, что «это разумный шаг», «учитывая целевую аудиторию мультсериала».
Эмили Гендельсбергер из The A.V. Club поставила эпизоду оценку «A» и написала, что «эта серия может и не оказаться на вершине её списка для повторного просмотра», но она хорошо «работает над своим основным сюжетом с любовным треугольником Болина-Корры-Мако». Каси Феррелл из Den of Geek отметила, что «„Летучие волки“ — очень впечатляющая команда, которая становится ещё более устрашающей, учитывая, насколько плохо „Огненные хорьки“ играли в этом эпизоде из-за своих личных конфликтов».
Главный редактор The Filtered Lens, Мэтт Доэрти, поставил серии оценку 9 из 10 и написал, что «„Дух соревнования“ был очень нужным эпизодом, который показал, что мультсериал может быть таким же забавным, как и его предшественник, но при этом оставаться весьма взрослым». Мордикай Кнод из Tor.com сравнил поцелуй Корры и Мако, который произошёл не вовремя, с неудачными поцелуями Аанга в эпизодах «День Чёрного Солнца», когда он поцеловал Катару, прежде чем это обсудить, и «Театр на Угольном острове», в котором он поцеловал её несмотря на слова девушки, что она запуталась. Он добавил, что «многие люди так делают», ведь «отношения — вещь сложная и запутанная».
Эпизод собрал 3,78 миллиона зрителей у телеэкранов США.